# Trúc cần câu
Trúc cần câu hay hóp, hóp sào, trúc bạch, trước, trẫy (danh pháp: Bambusa multiplex) là một loài thực vật có hoa trong họ Hòa thảo. Loài này được (Lour.) Raeusch. ex Schult. miêu tả khoa học đầu tiên năm 1830. Đây là loài bản địa
Trung Quốc (các tỉnh Quảng Đông, Quảng Tây, Hải Nam, Hồ Nam, Giang Tây, Tứ Xuyên, Vân Nam) , Nepal, Bhutan, Assam, Sri Lanka, Đài Loan và phía bắc Đông Dương. Nó cũng được nhập tịch vào Iraq, Madagascar, Mauritius, Seychelles, tiểu lục địa Ấn Độ, một phần của Nam Mỹ, Tây Indies và phía đông nam Hoa Kỳ (Florida, Georgia, Alabama).

## Hình ảnh

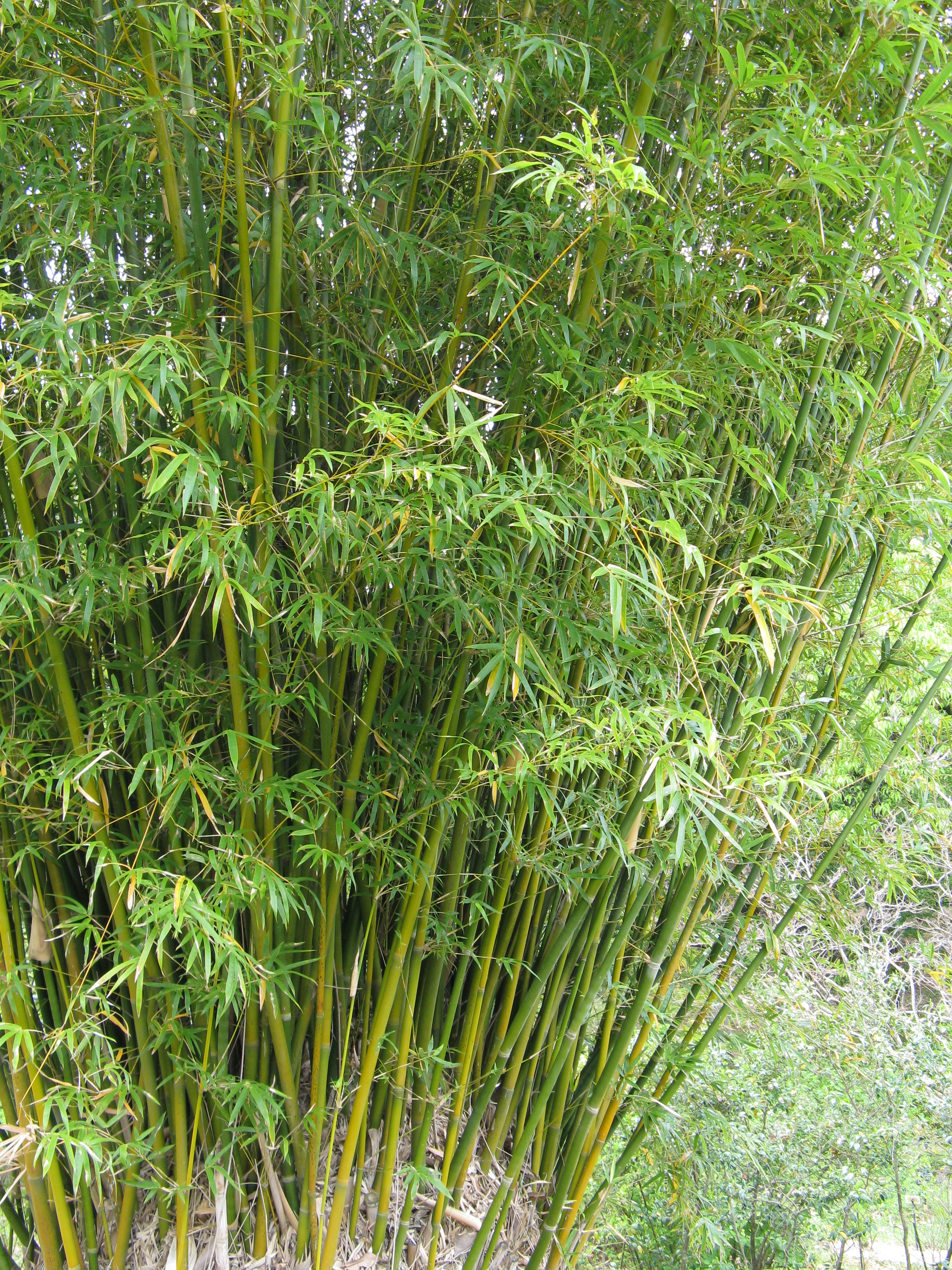
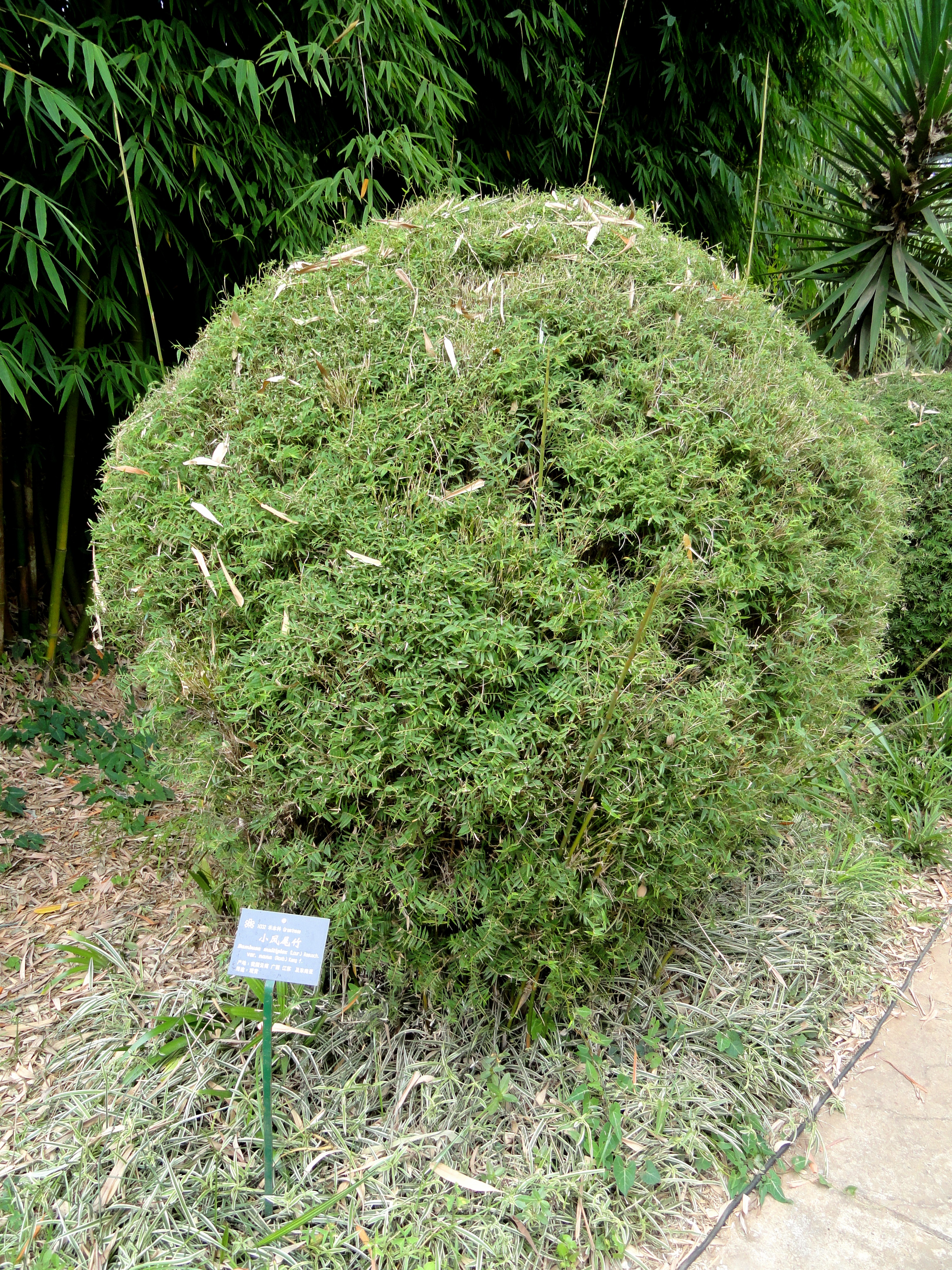
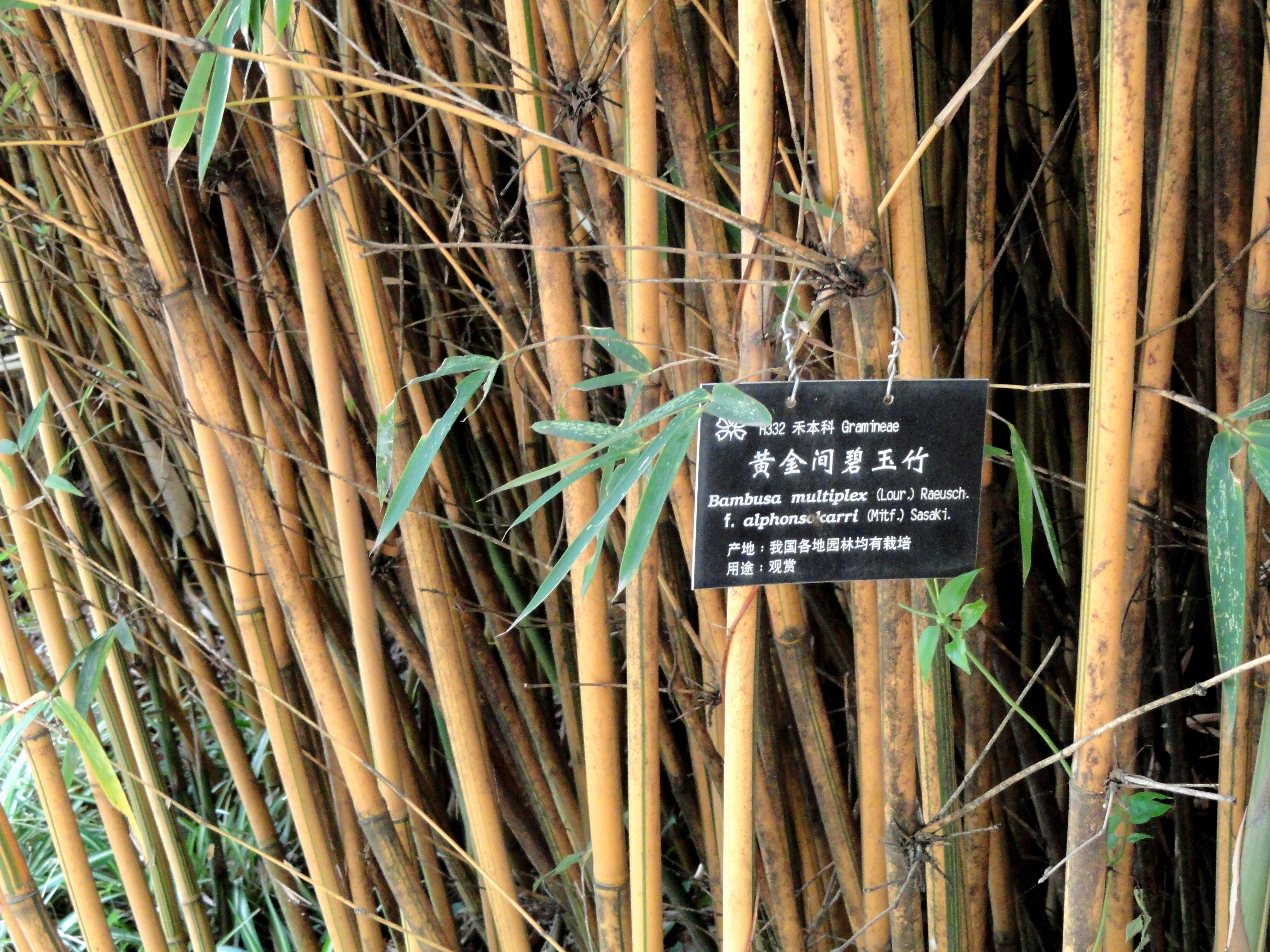
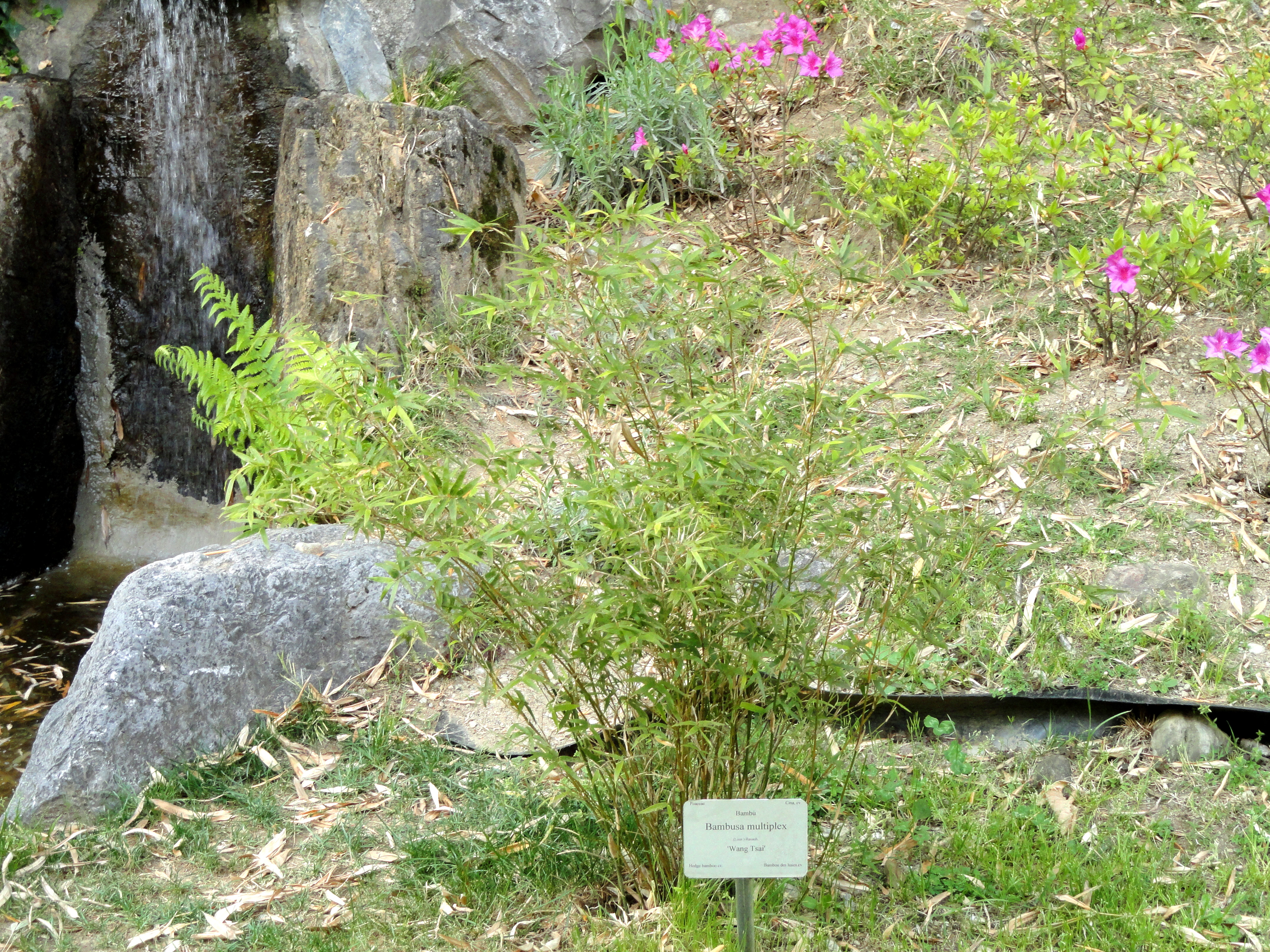